# Tőzsdén kereskedett alap
Egy tőzsdén kereskedett alap (angolul: exchange-traded fund - ETF) egy olyan befektetési alap ami egyben tőzsdei termék is.    Az ETF-ek sok tekintetben hasonlítanak a befektetési alapokhoz, kivéve, hogy az ETF-eket a nap folyamán más tulajdonosoktól vásárolják és adják el a tőzsdéken, míg a befektetési alapokat a kibocsátótól vásárolják és adják el a nap végi ára alapján. Az ETF olyan eszközöket tartalmaz, mint például részvények, kötvények, valuták, határidős ügyletek és/vagy áruk, például aranyrudak, és általában egy arbitrázsmechanizmussal működik, amelynek célja, hogy a piaci árat a nettó eszközérték közelében tartsa, bár esetenként eltérések is előfordulhatnak. A legtöbb ETF indexalap, azaz ugyanazokat az értékpapírokat ugyanolyan arányban tartják, mint egy bizonyos tőzsdeindex vagy kötvénypiaci index. Az Egyesült Államok legnépszerűbb ETF-ei az S&P 500 indexet, teljes piaci indexeket, a NASDAQ-100 indexet, az arany árfolyamát, a Russell 1000 index "növekedési" részvényeit vagy a legnagyobb technológiai vállalatok indexeit replikálják. A nem transzparens, aktívan kezelt ETF-ek kivételével a legtöbb esetben a kibocsátó honlapjára naponta felkerül az egyes ETF-ek tulajdonában lévő részvények listája, valamint azok súlyozása. A legnagyobb ETF-ek éves díja a befektetett összeg 0,03%-a, vagy még ennél is alacsonyabb, bár a speciális ETF-ek éves díja jóval meghaladhatja a befektetett összeg 1%-át. Ezeket a díjakat az ETF kibocsátónak az ETF-et alkotó részvények által fizetett osztalékból vagy  az alkotó eszközök eladásából fizetik.